# Силвердејл (Пенсилванија)
Силвердејл (енгл. Silverdale) град је у америчкој савезној држави Пенсилванија.

## Демографија
По попису из 2010. године број становника је 871, што је 130 (-13,0%) становника мање него 2000. године.
| Група             | 2000.       | 2010.       |
| Белци             | 986 (98,5%) | 847 (97,2%) |
| Афроамериканци    | 2 (0,2%)    | 7 (0,8%)    |
| Азијати           | 1 (0,1%)    | 0 (0,0%)    |
| Хиспаноамериканци | 8 (0,8%)    | 12 (1,4%)   |
| Укупно            | 1.001       | 871         |